# Amari Torayasu
En aquest nom japonès, el cognom és Amari.
Amari Torayasu (甘利虎泰, - 1548) va ser un samurai japonès del període Sengoku que va servir al clan Takeda, sota les ordres de Takeda Nobutora i Takeda Shingen. Amari va esdevenir shukurō o ancià del clan, després de l'ascens de Shingen a la direcció del clan i va ser un els seus Vint-i-quatre Generals. Va morir en batalla durant la batalla d'Uedahara el 1548 juntament amb Itagaki Nobukata. Tots dos es trobaven lluitant espatlla contra espatlla quan una pluja de fletxes va caure sobre ells.